# Amanita wellsii
Amanita wellsii (лат.) — гриб семейства мухоморовые (Amanitaceae). Включён в подрод Amanita рода Amanita.

## Биологическое описание
- Шляпка 3,5—12 см в диаметре, в молодом возрасте выпуклой, затем почти плоской формы, сухая или немного липкая, желтовато-оранжевого или розовато-оранжевого цвета, иногда с коричневатым оттенком, покрытая мягкими, легко отделяющимися, остатками покрывала, со сначала подвёрнутым, со светло-жёлтыми остатками покрывала, краем.
- Мякоть светло-жёлтого цвета, плотная, без особого вкуса и запаха.
- Гименофор пластинчатый, пластинки приросшие к ножке или свободные, часто расположенные, кремово-белого цвета. Трама пластинок билатеральная.
- Ножка 7,5—16,5 см длиной и 0,7—2,5 см толщиной, светло-жёлтого цвета, в основании иногда оранжевая или белая, при прикосновении и с возрастом становится светло-коричневой, покрытая чешуйками по крайней мере в верхней части, с возрастом нередко становится полой. Кольцо обычно отсутствует или же ломкое, мембрановидное, светло-жёлтого цвета. Остатки вольвы светло-жёлтого цвета, быстро опадают.
- Споры 11—14×6,3—8,3 мкм, неамилоидные, эллиптической формы, гладкие, бесцветные. Базидии четырёхспоровые, 45—65×4—11 мкм.
- Пищевые качества не изучены.

## Экология и ареал
Встречается с августа по сентябрь, одиночно или небольшими группами, в смешанных лесах. Известен из восточной части Северной Америки.

## Сходные виды
Оранжеватый цвет шляпки и чешуйчатая ножка позволяют легко отличить данный вид от других мухоморов.